# American Saddlebred
Els American Saddlebred són una raça de cavalls desenvolupada als Estats Units (Kentucky) pels propietaris de plantacions. Anteriorment eren coneguts com a "cavalls de sella americans" ("American Saddle Horse"). Es tracta de cavalls de temperament tranquil, amb aires elegants i còmodes per al genet, que excel·leixen en diverses competicions de sella i enganxe lleuger.

## Característiques

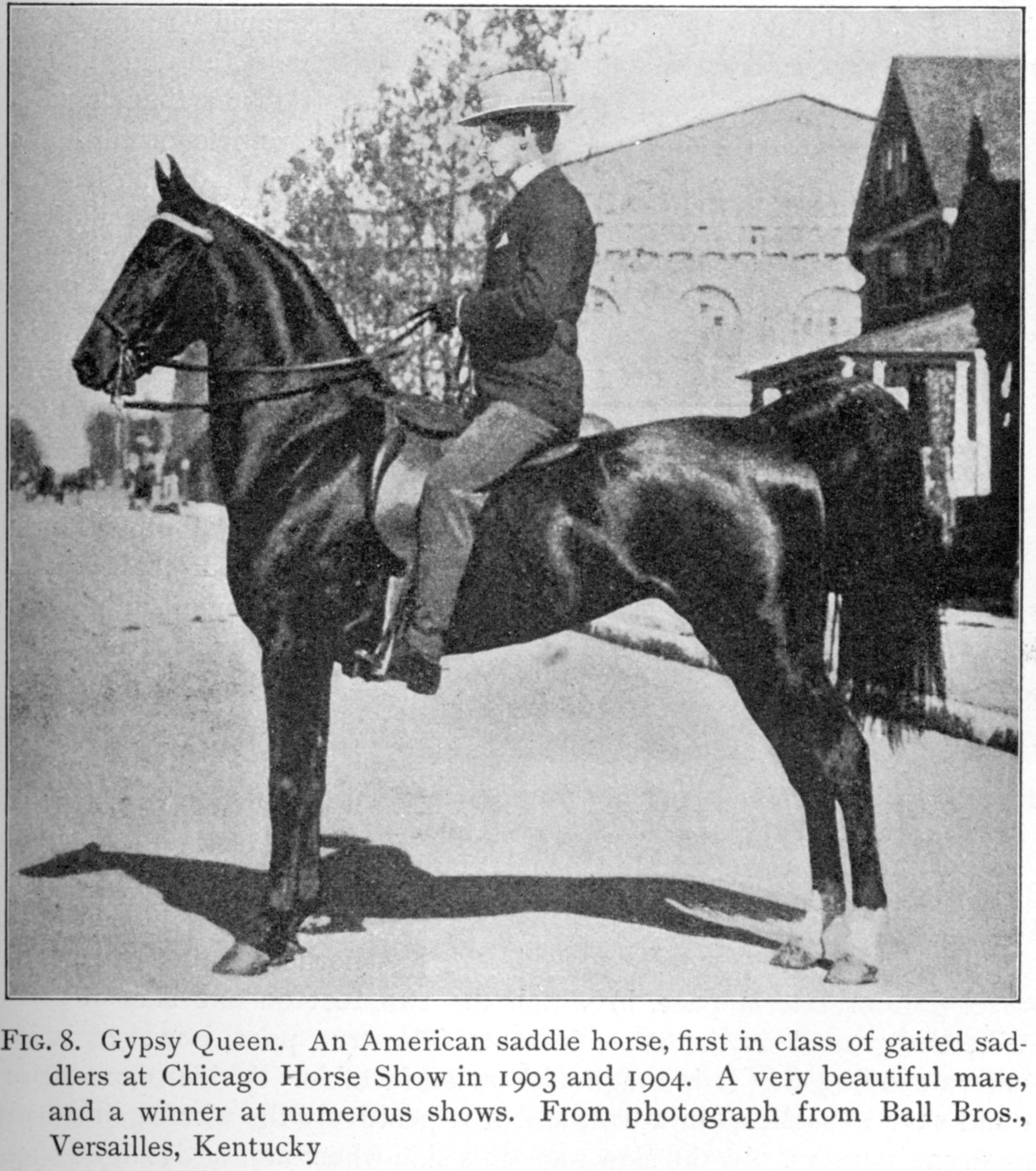
Euga American Saddlebred (c.1906)

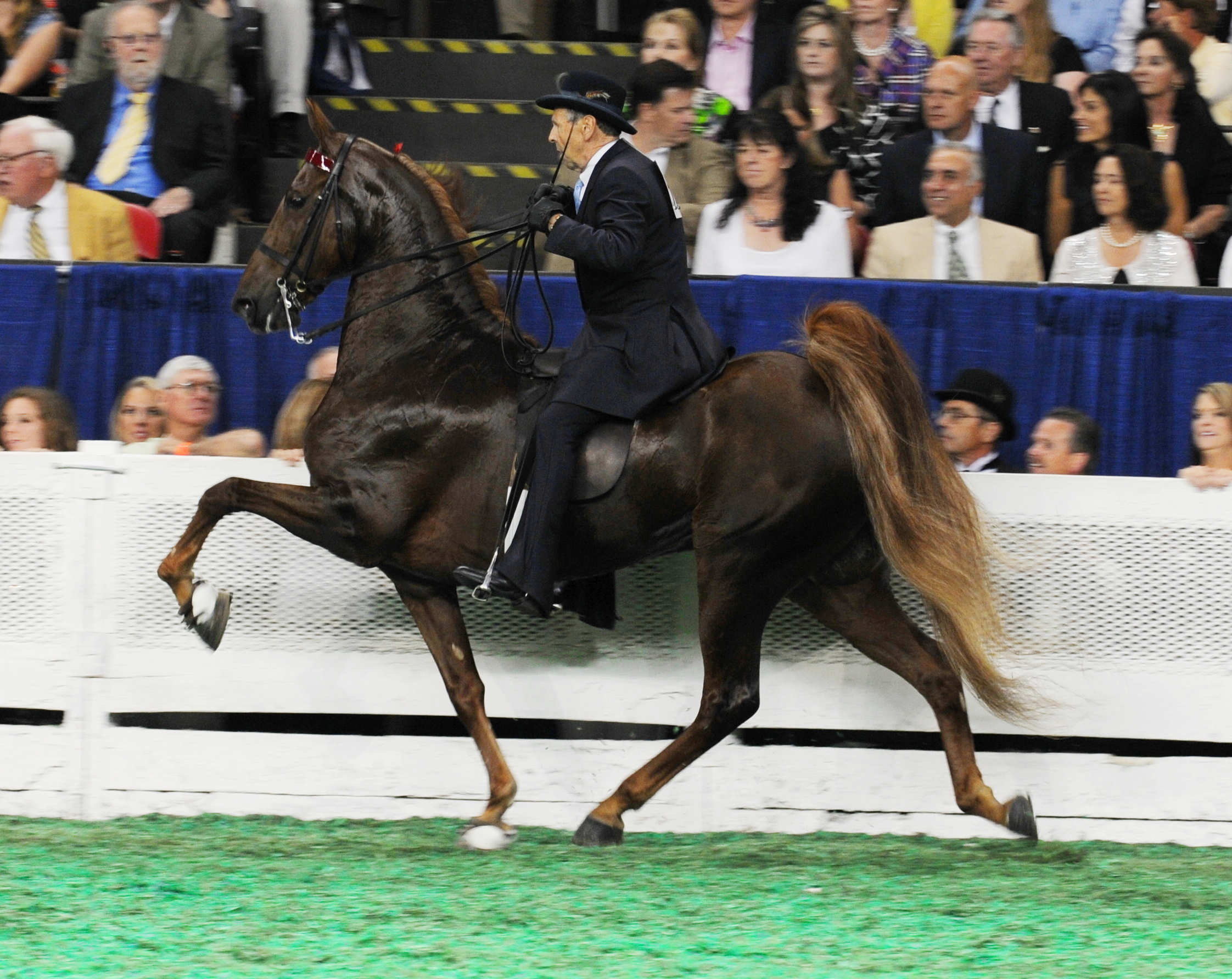
Cavall Saddlebred de "5 marxes" executant el "rack".

Els cavalls Saddlebred tenen bones proporcions i mostren un aspecte refinat. Els seus ulls són grans i separats. Les orelles petites i ben fetes, correctament disposades en un cap ben format. El coll, llarg i elegant. Les extremitats són correctes amb ossos grans, tendons ben definits i travadors amb la inclinació adequada.
Els pelatges més freqüents són negre, castany i alatzà. També hi ha mantells liarts, diluïts crema (falbs, palominos…) i tacats. Els pelatges ruans són més rars.
L'alçada típica és de 15 o 16 "hands" però pot variar entre 14,2 i 17.
A més de les tres marxes fonamentals (pas, trot i galop) els Saddlebred poden ser ambladors (amb els dos aires anomenats "slow gait" i "rack"). En tots els casos l'acció és elevada i "exagerada".
Hi ha 3 aires de "4 batudes".
L'aire "slow gait" (anadura lenta) és lleugerament més ràpid que el pas i el cavall aixeca molt els genolls. Pot ser :
- lateral amb intèrvals iguals[2]
- lateral amb intèrvals desiguals
- diagonal ("fox trot")[3]

L'aire "rack" és una marxa lateral (ambladura) més ràpida que les anteriors, amb 4 batudes i acció elevada.
Molts dels ancestres dels Saddlebreds eren ambladors naturals i la majoria dels cavalls Saddle actuals poden aprendre els 5 aires exposats.

## Història
Els orígens de l'American Saddlebred es remunten als cavalls Galloway i Hobbie importats des de Gran Bretanya a les colònies angleses d'Amèrica del Nord en el segle xvii.
Aquests cavallets, ràpids i resistents, sovint eren ambladors i, per tant, còmodes per al genet. Recriats a les colònies americanes amb aportació d'altres tipus de cavalls donaren lloc al "cavall amblador de Narragansett". La importació de cavalls anglesos de "Pura sang" en el segle xviii i el seu encreuament amb els Narragansett va permetre la creació de la raça del cavall de sella americà, orientant la selecció cap al tipus actual.
Aquells primers cavalls d'un nou tipus es designaren com a American Horse. Els millors tenien la bellesa i alçada del Pura sang combinats amb el pas amblat i la intel·ligència del Narragansett. Les aportacions de sang Thoroughbred es mantingueren durant anys i, a més, s'afegiren altres sangs com les dels  cavalls àrabs i cavalls Morgan. A començament del segle xix la nova raça és denominada "Kentucky Saddlebred", cavall de sella de Kentucky, iniciant-se un període d'èxits en concursos i una valoració de la seva bellesa i funcionalitat.
A partir de la dècada de 1880 els criadors començaren a agrupar-se per a crear una associació oficial de la raça.
Amb la participació cabdal de Charles F. Mills, es compilaren les genealogies i es redactaren les normes d'inscripció. L'associació American Saddle-Horse Breeders' Association fou creada el 7 d'abril de 1891 a Louisville (Kentucky). L'any 1980 el nom canvià a American Saddlebred Horse Association (ASHA), responsable del registre i del llibre genealògic.
El cavall Traveller del general Robert E. Lee era un Saddlebred. L'estaló Denmark, nat el 1839, fou un dels fundadors de la raça. Més del 60% dels cavalls Saddle actuals són descendents seus.